# Koerden in Syrië
Koerden in Syrië zijn de grootste etnische minderheid aldaar. Er leven 2 miljoen Koerden in Syrië, dat is 10% van de bevolking. De meesten van hen zijn soennitische moslims, er zijn ook jezidische Koerden en een klein aantal zijn christen of aleviet.
Tijdens de Syrische Burgeroorlog hebben de Syrische Koerden kans gezien om een autonoom gebied te realiseren, genaamd Rojava.

## Geografie

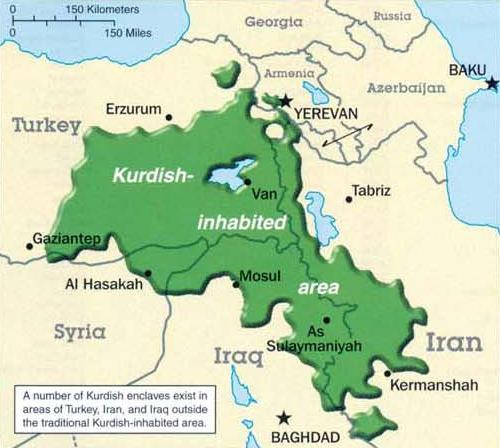
Koerdische bewoond gebied volgens CIA (2002)

De Koerden in Syrië leven vooral in een regio in het huidige noordoosten van Syrië. Deze regio omvat het grootste gedeelte van de provincie Al-Hasakah. De belangrijkste steden in deze regio zijn Kamishli (Koerdisch: Qamisl˚) en Al-Hasakah (Koerdisch: Hesaka). Een andere regio met een relatief grote populatie Koerden is het noorden. Het door Koerden bewoonde noorden en noordoosten van Syrië wordt in het Koerdisch Kurdistana BinxetÍ genoemd. Er wonen ook veel Koerden in de stedelijke gebieden elders in het land.

## Situatie voor Koerden in Syrië
Koerden spreken in het openbaar vaak Koerdisch, behalve als niet alle aanwezigen dat spreken. Koerdische mensenrechtenactivisten worden mishandeld en vervolgd. Politieke partijen, Koerdische of andere, zijn niet toegestaan. Om de etnische identiteit van de Koerden in Syrië te onderdrukken zijn er verschillende verboden op het gebruik van het Koerdisch. Zo worden kinderen met Koerdische namen niet ingeschreven bij de burgerlijke stand, worden Koerdische namen van steden vervangen door Arabische, is het niet mogelijk een bedrijf te voeren met een Koerdische naam, zijn Koerdische privéscholen niet toegestaan en zijn boeken en andere in het Koerdisch geschreven materialen verboden.

## Ontneming van het staatsburgerschap
In november 1962 verklaarde de Syrische overheid dat 100.000 Koerden geen Syrisch staatsburger waren. Damascus beweerde dat hun voorouders niet opgenomen waren in de Ottomaanse bevolkingsregisters van voor 1920. Ook werd Koerden die politieke oppositie voerden tegen de overheid het staatsburgerschap ontnomen. Sindsdien is het aantal stateloze Koerden gegroeid naar meer dan 200.000 mensen die, tegen internationale wetgeving in, het Syrisch staatsburgerschap wordt ontzegd. Deze Koerden zitten vast in Syrië. Ze worden gediscrimineerd in hun geboorteland, en hebben niet de mogelijkheid om te emigreren omdat ze geen paspoorten of andere internationaal erkende reisdocumenten bezitten.
Het is hen bovendien niet toegestaan land, huizen of ondernemingen te bezitten. Ze kunnen niet werken bij overheidsinstanties en staatsbedrijven, en ze kunnen geen arts of ingenieur zijn, en mogen geen Syrische staatsburgers huwen.

## Maart 2004

De vlag van Iraaks-Koerdistan. Hoewel de vlag in Syrië verboden is, wordt ze nog steeds gebruikt door de Koerden.

In een stadion in Kamishli, een voornamelijk Koerdische stad in het noordoosten van Syrië, kwamen ten minste 30 mensen om het leven en vielen meer dan 160 gewonden bij dagenlang durende onrusten die begonnen op 12 maart 2004, aldus Syrisch-Koerdische bronnen en media. Koerdische bronnen meldden dat veiligheidstroepen bijna direct na het uitbreken van de rellen in Kamishli bij een voetbalwedstrijd tussen Koerdische fans van het lokale team en Arabische supporters van een bezoekend team uit de stad Deir al-Zor met scherp schoten op ongewapende Koerdische burgers. De internationale pers meldde dat er op 12 maart negen mensen omkwamen. De onrust verspreidde zich naar andere Koerdische steden langs de noordgrens met Turkije en vervolgens naar Damascus en Aleppo. Amnesty International zegt dat meer dan 2000 mensen, bijna allen Koerden, werden gearresteerd na de rellen. Volgens Amnesty werden Koerdische gevangenen, onder wie kinderen van twaalf jaar oud, vrouwen, tienermeisjes en ouderen, gemarteld en mishandeld. Tientallen Koerdische studenten werden geschorst door hun universiteit en werden van de campus gezet, vanwege deelname aan geweldloze protesten.

## 2012-2015

De vlag van Rojava, Syrisch-Koerdistan.

Tijdens de Syrische Burgeroorlog hebben de Syrische Koerden kans gezien om een autonoom gebied te realiseren genaamd Rojava.
Hoewel ze zich oorspronkelijk neutraal opstelden tijdens de Syrische Burgeroorlog vechten de Koerden sinds medio 2013 tegen salafisten die een extreem islamitisch emiraat proberen te vestigen in Syrisch-Koerdistan. Als gevolg daarvan ontstond er een vluchtelingenstroom van Syrische Koerden die naar Irak en Turkije vluchtten.

De Syrische Koerden worden militair, politiek en materieel gesteund door Iraaks-Koerdistan en de Turks/Koerdische PKK.

## 2016 - 2018
In de periode 2016 - 2018 heeft Rojava nauw samengewerkt met de Verenigde Staten en andere westelijke machten in de strijd tegen Islamitische Staat. Tijdens deze periode werd het grondgebied van Rojava aanzienlijk uitgebreid. Turkije voert echter sinds 2017 een strijd tegen Rojava. Ook wel de YPG strijders genoemd. Dit doet Turkije omdat de YPG wordt gezien als verlengstuk van de gewapende koerden PKK. De PKK wordt door veel landen erkent als een terroristische organisatie ze zijn namelijk verantwoordelijk voor een serie bloedige aanslagen met heel veel Turkse doden als gevolg. Daarom staat het op de terreurlijsten van de EU en de VS. Maar de YPG ontkent dat ze bij PKK horen. Toch zie je zeker nauwe banden naar boven komen. Zo zie je in het gebied waar Syrische Koerden zitten overal portretten van Abdullah Öcalan (de leider van de PKK). Turkije ziet de YPG strijders als terroristen en het gebied waar ze nu binnengevallen zijn willen ze veilig maken. Door de gewapende YPG strijders daar te verdrijven. De Verenigde Staten houden, afgezien van diplomatieke acties, zich vooralsnog afzijdig in dit conflict. De Syrische regering steunt Rojava nominaal in deze strijd tegen Turkije en laat regeringsgezinde milities toe van en naar Rojava te reizen.

Syrische Burgeroorlog: geelgroen is Rojava